# Berliner Gramophone
Berliner Gramophone (também conhecida como E. Berliner's Gramophone) foi uma das primeiras gravadoras, fundada pelo criador do gramofone, Emil Berliner, em 1895. Em 1901, devido a problemas de violações de patentes por uma empresa rival, que utilizava o selo Zonophone, os quais levaram a uma decisão judicial que paralisou as atividades da empresa, fundiu-se com a Consolidated Talking Machine Company, empresa fundada por Eldridge R. Johnson, dando origem à Victor Talking Machine Company.